# 島陰漁港

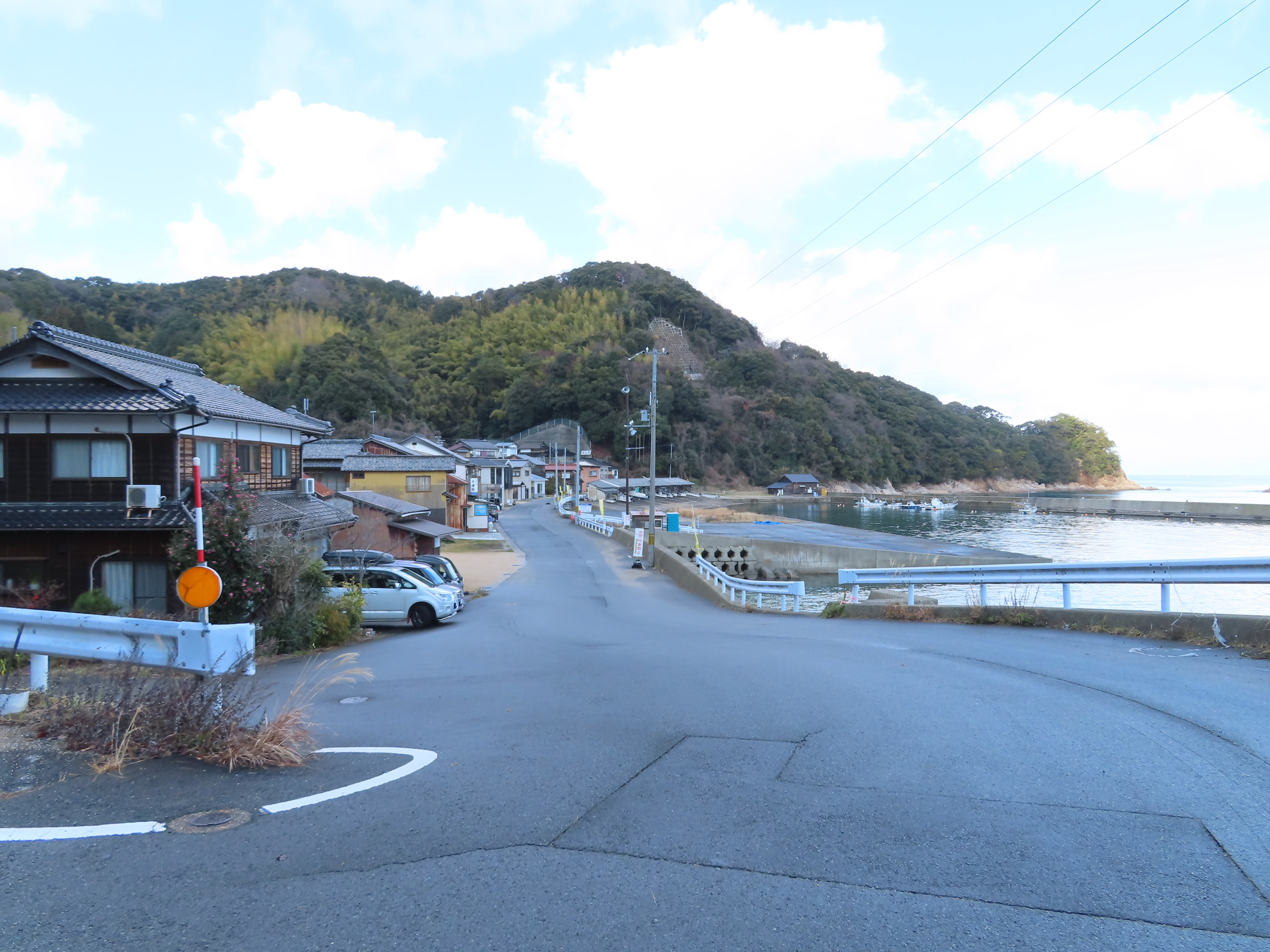
島陰漁港（2023年1月）

島陰漁港（しまかげぎょこう）は、京都府宮津市にある港。第1種漁港である。

## 概要
- 管理者 - 宮津市
- 漁業協同組合 -
- 組合員数 - 不明
- 漁港番号 -

## 沿革
- 1952年（昭和27年）2月29日 - 第1種漁港に指定

## 主な漁業
- わかめ
- イカ類
- サザエ

## 遊漁者への対応
- 駐車料金：500円
- 清掃協力金：500円
- 法的に支払う義務：なし
- 領収書の有無：2014年3月現在、領収書発行あり。駐車料金及び清掃協力金を合算表記。領収書発行者は、島陰漁港管理組合。
- 最終確認日：2006年6月15日